# Слепче (Долнени)
Слепче (мкд. Слепче) је насеље у Северној Македонији, у средишњем делу државе. Слепче припада општини Дољнени.

## Географија
Насеље Слепче је смештено у средишњем делу Северне Македоније. Од најближег већег града, Прилепа, насеље је удаљено 28 km северно.
Рељеф: Слепче се налази у крајње североисточном делу Пелагоније, највеће висоравни Северне Македоније. Насељски атар је на западу равничарски, без већих водотока, док се источно од насеља издиже планина Бабуна. Надморска висина насеља је приближно 700 метара.
Клима у насељу је континентална.

## Историја
Почетком 20. века становништво Слепчета је било наклоњено српској народној замисли, па се месно становништво у изјашњавало Србима.
Српска основна школа у месту отворена је званично 1894. године. Ту је 1900. године прослављена школска слава Св. Сава у српској школи. Чинодејствовао је парох поп Кузман Аранђеловић, домаћин школски који је спремио славски колач био је управитељ Јосиф Миљић. Светосавску беседу је изговорио учитељ Богдан Максимовић.

## Становништво
По попису становништва из 2002. године, Слепче је имало 68 становника.
Претежно становништво у насељу су етнички Македонци (98%), а остало су Срби.
Већинска вероисповест у насељу је православље.